# Pimelea telura
Pimelea telura är en tibastväxtart som beskrevs av Colin James Burrows. Pimelea telura ingår i släktet Pimelea och familjen tibastväxter. Inga underarter finns listade i Catalogue of Life.